# Lauze (Gimone)
Die Lauze ist ein Fluss in Frankreich, der im Département Gers in der Region Okzitanien verläuft. Er entspringt nordöstlich des Plateau von Lannemezan im Gemeindegebiet von Aussos, entwässert generell in nordöstlicher Richtung und mündet nach rund 23 Kilometern im Gemeindegebiet von Saramon als linker Nebenfluss in die Gimone.

## Orte am Fluss
(Reihenfolge in Fließrichtung)
- Aussos
- Meilhan
- Betcave-Aguin
- Sémézies-Cachan
- Saramon